# Hylomyrma dolichops
Hylomyrma dolichops är en myrart som beskrevs av Kempf 1973. Hylomyrma dolichops ingår i släktet Hylomyrma och familjen myror. Inga underarter finns listade i Catalogue of Life.